# ترنر، شهرستان فیلیپس، آرکانزاس
ترنر، شهرستان فیلیپس، آرکانزاس (به انگلیسی: Turner, Phillips County, Arkansas) یک منطقهٔ مسکونی در ایالات متحده آمریکا است که در آرکانزاس واقع شده‌است.

## خصوصیات
ترنر ۱۶٫۱۵ متر بالاتر از سطح دریا واقع شده‌است.